# Требеж (Іванчна Гориця)
Требеж (словен. Trebež) — поселення в общині Іванчна Гориця, Осреднєсловенський регіон, Словенія. Висота над рівнем моря: 341,3 м.